# 藤原安寿
藤原 安寿 (ふじわら あんじゅ) は、東京都出身の写真家・作詞家・画家（女性）である。

## 経歴・人物
東京・六本木で10代半ばまで育つ。東洋英和女学院中等部卒業後、家族でアメリカニューヨーク州に移住。PEBBLE HILL高校卒業後、シラキュース大学芸術学部に進学。在学中、スイスに渡りフィニッシングスクールMontreux le mesnil Instituteを卒業。大学では美術を専攻し、絵画、写真を学ぶ。写真家、作詞家、画家等、クリエイティブな分野で活動する人物。名前でよく男性と間違えられることが多い。ハイスクール時代に一時帰国していた時期があり、調布にあるアメリカンスクールに通っていた。当時アグネス・チャンや南沙織が在籍していた。

### 写真家としての活動
アメリカから帰国後、写真家大竹省二に師事。1980年代レコードジャケットや雑誌の撮影等、コマーシャルフォトグラファーとして活動。日本写真家協会のニューヨーク展に参加後、再びアメリカにてRIT(Rochester Institute of Technology)に入学、写真光学を専攻し、帰国後、銀座に写真スタジオ『Studio327』を開設する。主なクライアントはコロンビア、パイオニア、ＤＥＮＯＮ、東芝、清水建設、集英社、講談社、明治製菓等人物撮影としてオードリー・ヘプバーンや米国IBM会長等、多くの著名人を撮影した。システィーナ礼拝堂のミケランジェロの天井画をモチーフとした作品を東京フェニックスギャラリーにて展示。

### 作詞家としての活動
1986年に作曲家中村八大の「株式会社Hatidaiコーポレーション」の代表取締役社長に就任。米ビルボードチャートにて、日本の楽曲として唯一１位を獲得している｢上を向いて歩こう(SUKIYAKI)」等の楽曲の著作権管理をする傍ら、自らも作詞家として楽曲を織田裕二などの多くのアーティストに提供。1988年には日本レコード大賞新人賞受賞曲「ABコンプレックス」の作詞を手がけゴールドディスクを受賞している。

### 画家としての活動
欧米諸国を巡り独自の絵画と物語の世界を広げる。幻想的な風景に馬を描き入れる絵を主とする。1990年代から画家として活動している。ニューヨークLUNABASE ARTと契約し定期的に個展を開催。ニューヨーク、パリ、バルセロナなど各国で個展多数。登山家の野口健の富士山プロジェクト『NOGUTI KEN FUJISAN AID』のポスターを担当。
UNEP(国連環境計画)に参加し、2002年中国で開催されたユネスコ国際青少年文化芸術盛典にて作品を寄贈する。
著作物として『ふりむいた1000人目の天使』(幻冬舎文庫、2000年)がある。
ライフワークとして子供たちと一緒に夢の絵を描く、夢の樹プロジェクトをおこなっている。海外の著名な映画監督、俳優にもアートコレクターを持つ。